# NRP Baptista de Andrade (F486)
NRP "Baptista de Andrade" (F486) é uma corveta, classe "Baptista de Andrade", da Marinha Portuguesa.
Estas corvetas de concepção portuguesa e construídas nos estaleiros Bazan (Espanha) apresentam um melhoramento em armamento e equipamento de navegação em relação à classe "João Coutinho", sendo utilizadas em missões de escolta, detecção submarina, de superfície e aérea. Actualmente executam missões de vigilância e escolta no alto mar.
Em Agosto de 2004 o NRP "Baptista de Andrade" bloqueou sob ordens do Ministro da Defesa Paulo Portas a entrada da embarcação Borndiep, pertencente à organização Women on Waves.

## Armamento
- 1 peça de 100mm Creusot-Loire
- 2 peças Boffors de 40mm/70
- 1 radar de navegação KH5000 Nucleus
- 1 radar de navegação Racal Decca RM 316P

## Cronologia
- A 26 de julho de 2012 a corveta Baptista de Andrade sofreu um incêndio enquanto se encontrava a navegar, em patrulha, na Zona Económica Exclusiva (ZEE) do Continente.[1]